# Cantoria
Cantoria és un municipi de la província d'Almeria, Andalusia. L'any 2005 tenia 3.565 habitants. La seva extensió superficial és de 79 km² i té una densitat de 45,1 hab/km². Limita amb Albox, Partaloa, Fines i Albánchez. Està situada a una altitud de 382 metres i a 92 kilòmetres de la capital de la província, Almeria.

## Demografia
| 1996  | 1998  | 1999  | 2000  | 2001  | 2002  | 2003  | 2004  | 2005  |
| ----- | ----- | ----- | ----- | ----- | ----- | ----- | ----- | ----- |
| 3.357 | 3.206 | 3.206 | 3.147 | 3.147 | 3.223 | 3.230 | 3.382 | 3.565 |